# She-Ra

Logo von Princess of Power

She-Ra ist die zentrale Heldin der Action-Figuren-Serie Princess of Power, die von 1985 bis 1987 von Mattel vertrieben wurde. Die Reihe wurde auch als Zeichentrickserie und Hörspiel umgesetzt. Sie ist Teil des Masters of the Universe Franchise. 

## Entstehung
Der Erfolg der Actionfigur-Serie Masters of the Universe veranlasste Mattel zu dieser Erweiterung des Masters-Kosmos in der Hoffnung, das Geschäft mit Actionfiguren auch auf Mädchen ausdehnen zu können. Die daher weibliche Superheldin She-Ra wurde im Rahmen der Zeichentrick-Reihe als die Zwillingsschwester von He-Man, dem Protagonisten der Masters of the Universe, vorgestellt. Ferner wurden die Freunde um She-Ra, beziehungsweise ihrer Tarnidentität Adora, in einer Weise gestaltet, die Mädchen ansprechen sollten. Als Reittier hatte sie ein geflügeltes Einhorn.
Als Gegenspieler wurde in der Zeichentrickreihe der Bösewicht Hordak etabliert, ein Vasall der Hordes (im Comic und dem Film Das Geheimnis des Zauberschwertes „Die Wilde Horde“) (im Original „Evil Hordes“), die von dem intergalaktischen Imperator „Hordes Prime“ angeführt wird. Dessen Schurkenfiguren wurden jedoch nicht unter dem Label Princess of Power verkauft, sondern stellten eigentlich eine Sideshow-Bösewichtriege der Masters-Serie dar. Die eigentliche und auch unter diesem Label vertriebene Feindfigur der Princess-of-Power-Reihe war die katzenartige Schurkin Catra, die auch in der Zeichentrickserie verwendet wurde, dort aber lediglich den Status einer Handlangerin Hordaks innehat.

## Action-Figuren
- 1985er Reihe: She-Ra, Bow, Castaspella, Double Trouble, Frosta, Glimmer, Queen Angella, Kowl und die Schurkin Catra.
- 1986er Reihe: Starburst She-Ra, Flutterina, Peekablue, Perfuma, Mermista, Sweet Bee nebst den Schurken Entrapta und der Variante Scratchin’ Sound Catra.
- 1987er Reihe: Bubble Power She-Ra, Netossa, Spinnerella, Loo-Kee sowie die Schurkinnen-Variante Shower Power Catra.

- Im Rahmen der 200Xer Masters of the Universe Toyline wurde She-Ra als Exklusiv-Actionfigur veröffentlicht.
- In der seit 2008 erscheinenden Masters of the Universe Classics Toyline sind Figuren von Adora, She-Ra, Bow, Catra, Swift Wind, Bubble Power She-Ra, Star Sisters mit Glory Bird, Shadow Weaver (Abo-exklusiv), Horde Prime, Frosta, Netossa, Glimmer, Double Trouble, Flutterina, Entrapta, Mermista, Sweet Bee, Perfuma, Peekablue, Angella und Castaspella erschienen.

## Handlung
Nach verlustreicher Schlacht gegen die Truppen König Randors um die Herrschaft über Eternia muss sich der finstere Heerführer Hordak schließlich geschlagen geben. In einem letzten Akt der Rache entführt der Geschlagene allerdings eines der beiden Kinder des Königspaares, um das Blatt noch zu wenden. Hordak ahnt nicht, dass sich auch sein gelehriger Schüler Skeletor gegen ihn gewandt hat, und noch bevor der Despot reagieren kann, verbannt ihn der Verräter samt dem entführten Kind in eine andere Dimension. Dort errichtet der Schlächter mit Hilfe des bösartigen Überwesens Hordes Prime rasch eine neue Armee und unterjocht sich das friedliebende Volk von Etheria. Das entführte Mädchen, Adora, wächst als sein Mündel auf und wird schließlich Kommandantin in seiner Besatzerstreitmacht.
Jahre später offenbart die Zauberin auf Eternia dem erstaunten He-Man die Existenz seiner vor langer Zeit verschwundenen Schwester und der Held macht sich auf, die Verschollene zu suchen. Als Gabe an Adora gibt ihm die weise Zauberin eine Entsprechung seines Zauberschwertes mit, „Das Schwert des Schutzes“. Auf der fremden Welt angekommen, muss He-Man erkennen, dass seine Schwester auf Abwege geraten ist, und entführt sie kurzentschlossen aus Hordaks Festung. Es gelingt ihm, den Bann zu brechen, den Hordaks Zauberin Shadow Weaver über die junge Frau gelegt hat, und sie wieder zum Guten zu bekehren. Schnell erkennen die wiedervereinten Geschwister, dass auch Adora sich mit ihrem Schwert verwandeln kann: „She-Ra, die Prinzessin der Macht“ ist geboren. Während der Bruder wieder die Heimreise antritt, verbleibt Adora/She-Ra fortan als Anführerin der neugegründeten Rebellion auf Etheria, um die geknechtete Welt vom Joch Hordaks und seinen Spießgesellen zu befreien.

## Charaktere

### Die Verteidiger Etherias
Adora/She-RaDie junge und schöne Adora wächst als Mündel und Ziehtochter des despotischen Diktators Hordak auf und dient als Kommandantin in seiner Armee. Erst durch Auftauchen und Einfluss ihres leiblichen Bruders Adam (He-Man) erkennt die junge Frau die Falschheit von Hordaks Tun und läuft zur Rebellion über. Von He-Man mit einem Zauberschwert ausgestattet, kann sich die unscheinbare Adora fortan im Kampf gegen die Horde in She-Ra, die übermenschlich starke Anführerin der Rebellion, verwandeln. In das Geheimnis ihrer Doppelidentität sind jedoch (abgesehen von ihrem Bruder und der Sorceress) nur die drei Vertrauten Light Hope, Madam Razz und Kowl eingeweiht.
Spirit/Swift-WindSpirit ist der leicht ängstliche, sprechende Hengst Adoras. Mit der Verwandlung seiner Herrin einhergehend wird er jedoch stets zum flügelbewehrten und entschlossenen Einhorn Swift Wind und dient ihr in der Schlacht als fliegendes Reittier. Die Verwandlung von Spirit in Swift-Wind ist analog mit der Verwandlung von Cringer in Battlecat bei He-Man.
Light HopeDer unsichtbare, aus einer Lichtsäule heraus zu den Rebellen sprechende Geist von Crystal Castle. Er greift allerdings lediglich durch weise Ratschläge in den Geschichtsverlauf ein und wird abgesehen davon, trotz seiner angeblichen Allmacht, im faktischen Story-Geschehen nie aktiv.
BowDer Bogenschütze ist das einzige männliche Mitglied der Schar um She-Ra. Der Heißsporn und Meisterschütze ist zwar kampfstark und hat diverse nützliche Spezialpfeile im Köcher, gerät aber auch oft in Bedrängnis, aus der ihn die Heldin in Folge nicht selten erretten muss. Er ist an She-Ra interessiert, sieht in Adora aber nur eine Freundin, was sie oft in einen Zwiespalt stürzt.
GlimmerSie ist die Hüterin des Lichts und Prinzessin von Bright Moon-Castle. Als solche verfügt sie über magische Kräfte, die es ihr erlauben, Blitze gegen den Feind zu schleudern sowie Blendeffekte zu erzeugen. Außerdem beherrscht sie zahlreiche andere Fähigkeiten. Sie kann sich unsichtbar machen, teleportieren und sogar fliegen. Glimmer zählt zu den häufiger verwendeten Charakteren der Zeichentrickreihe.
AngellaDie Mutter von Glimmer und Hüterin des umkämpften Bright Moon-Castles ist Magierin und verfügt über diverse entsprechende Fähigkeiten. Anders als ihre Tochter trägt sie Flügel auf dem Rücken, die es ihr erlauben, sich in die Lüfte zu erheben.
CastaspellaDie Zauberin regiert über das Land Mystacor. Ihre Zauberformeln bescheren ihr nahezu unbegrenzte Möglichkeiten. Dazu zählt unter anderem auch das Verfolgen weit entfernter Geschehnisse mittels der Spiegelungen eines Wasserbeckens im Thronsaal.

### Antagonisten
Hordes PrimeDas finstere Überwesen residiert im Thronsaal eines intergalaktischen Kriegsschiffes, von wo aus es sein Terrorregime über verschiedene Planeten leitet. Selbst aktiv wird der monströse Despot dabei allerdings nur selten, sondern überlässt die lästige Handarbeit eher seinen Heerführern. Einer dieser Heerführer ist Hordak, der in der Vergangenheit für den Planeten Eternia zuständig war und momentan Etheria besetzt. Hordak muss sich zu seinem Leidwesen nach fehlgeschlagenen Einsätzen gegen die Rebellion folglich nicht selten den drakonischen Strafen seines Lehnsherrn stellen.
HordakEr ist der unumstrittene Anführer der Hordes-Armee, die den Planeten Etheria besetzt halten. Über ihm in der Hierarchie stehen das bösartige Überwesen Hordes Prime und dessen Hordes-Inspektoren. Hordak war einst in dem Versuch gescheitert, die Welt Eternia zu erobern, und musste nach einem Verrat Skeletors sein Hauptquartier Snake Mountain verlassen und floh mit seiner Streitmacht nach Etheria, wo er sich rasch zum Diktator aufschwang. Er entführte die Tochter des eternianischen Herrscherhauses, Adora, und zog sie zunächst als sein Mündel auf. Später wurde diese allerdings durch He-Man befreit und steht ihm nun als Anführerin der Rebellion gegenüber. Hordak, seines Zeichens passionierter und fähiger Maschinenbauer, verfügt über die Fähigkeit, seinen Körper in nahezu jede Art von Maschine zu verwandeln. Zudem kann er seinen Arm in Sekundenschnelle zur zerstörerischen Blasterwaffe umfunktionieren.
CatraSie gehört zu Hordaks fähigsten Kämpfern und wird, nachdem Adora zu den Rebellen übergelaufen ist, zum neuen Truppenkapitän der Wilden Horde. Ihr Markenzeichen und mächtigste Waffe im Kampf gegen die große Rebellion ist ihre Katzenmaske. Diese bekam sie vor vielen Jahren von Hordak, welcher sie der Königin der Zauberkatzen nach deren Gefangennahme abnahm. Durch diese magische Maske kann sich Catra in einen lila Panther verwandeln. Ihr privates Domizil ist das Katzennest und ihr Haustier ist Clawdeen, ein rosafarbener Löwe. Dass sie Hordak nicht loyal ergeben ist, wird klar, als sie sich mit Skeletor verbündet, um Hordak zu vernichten.

## Fernsehserien

### She-Ra – Prinzessin der Macht
→ Hauptartikel: She-Ra – Prinzessin der Macht
Zur Spielfigurenreihe produzierte die Firma Filmation in den USA zwischen 1985 und 1986 eine Trickfilmserie mit 93 Folgen.

### She-Ra und die Rebellen-Prinzessinnen
Im Dezember 2017 kündigten DreamWorks Animation und Netflix einen Reboot der Serie an. Die Entwicklung der Figuren und erste Produktionsarbeiten unter Federführung von Noelle Stevenson hatten bereits im April 2016 begonnen. Am 18. Mai 2018 wurden der offizielle Titel She-Ra and the Princesses of Power und mit Aimee Carrero die Sprecherin der Titelfigur bekannt gegeben. Die erste Folge wurde am 13. November 2018 bei Netflix ausgestrahlt.

## Hörspiele
Vom Produzenten Europa erschien eine Hörspielreihe um She-Ra. Wie bei den Masters-Hörspielen weicht auch hier die Handlung stark von der der gleichnamigen Zeichentrickserie ab. Insgesamt elf Folgen der Reihe wurden produziert, zehn davon regulär im Handel erhältlich. Ein weiteres Hörspiel lag zu Promotionszwecken zeitweilig der She-Ra-Figurenreihe bei. Als Coverbilder der Kassetten verwendete Europa Dioramen der Mattel-Spielfiguren. Die Hörspiele wurden geschrieben von H. G. Francis, Regie führte Heikedine Körting, die Hauptrollen spielten Carolin van Bergen als Adora/She-Ra, Hans-Jürgen Dittberner als Bow, Maritta Fliege als Glimmer, Renate Pichler als Angella, Astrid Kollex als Gegenspielerin Catra und Horst Naumann als Erzähler.